# Tjekkoslovakiets våben
Tjekkoslovakiet benyttede flere våbener gennem sin historie, generelt med Bøhmens våben som det dominerende.

## Første republik (1918-1938) og efterkrigstiden (1945-1961)
- Lille våben 1918-1939; efterkrigstidens våben 1945-1961
- Mellemste våben 1918-1939
- Store våben 1918-1939

## Tjekkoslovakiet under tysk besættelse/kontrol 1938-1945
- Protektoratet Bøhmen-Mæhrens lille våben
- Protektoratets store våben
- Sudeterlandet våben
- Den slovakiske marionetstats våben

## Efter 1961
- Det kommunistiske våben 1961-1989.
Bemærk skjoldformen - et hussitterskjold
- Våben efter Fløjlsrevolutionen (1990-1992)

## Efterfølgerstater
- Tjekkiets våben. I første og fjerde felt Bøhmens løve, i andet felt Mæhrens ternede ørn, i tredje felt Schlesiens sorte ørn.
- Slovakiets våben, et patriarkalkors voksende op af et tretindet bjerg.
- Karpato-Ukraines våben - efter 2. verdenskrig en del af Ukraine. Våbenet er antaget ved tjekkoslovakisk parlamentsbeslutning den 30. marts 1920, og benyttes endnu.

## Elementer i Tjekkoslovakiets våben
- Bøhmens våben
- Mährens våben
- Slovakiets våben
- Karpato-Ukraines våben
- Schlesiens våben
- Opavas våben
- Teschens våben
- Slovakiets våben 1960-1990